# Sing Sing (Gefängnis)

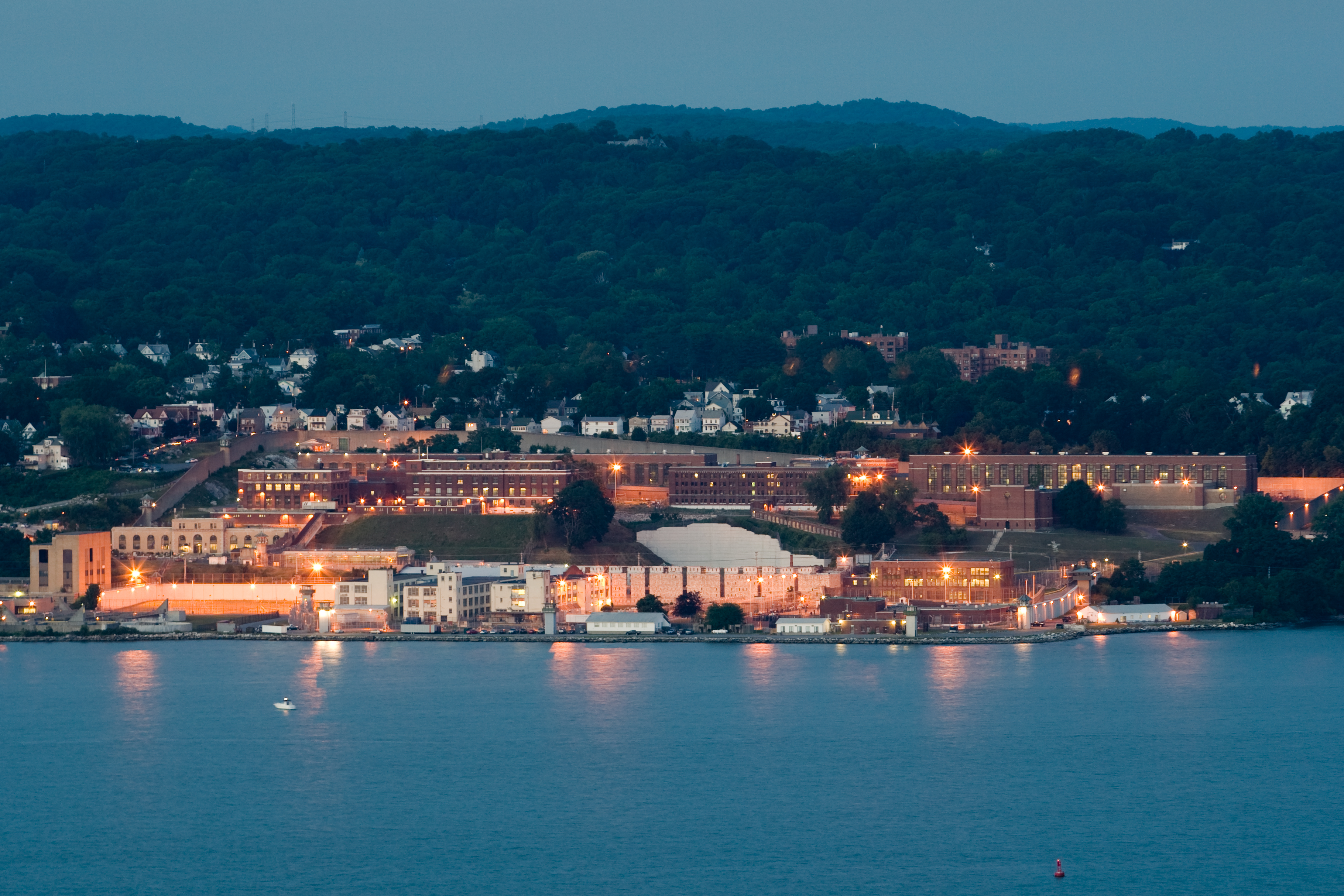
Der Gefängniskomplex, Sicht vom Rockland Lake State Park

Sing Sing (offiziell Sing Sing Correctional Facility) ist ein staatliches Gefängnis in Ossining, etwa 50 Kilometer entfernt von New York City im US-Bundesstaat New York.
Die Anstalt wird im Gefängnissystem der Vereinigten Staaten als Maximum Security Prison, also als Hochsicherheitsgefängnis klassifiziert. Im New Yorker Sprachgebrauch wird die Strafanstalt auch als Up The River bezeichnet, da sie von der Stadt aus gesehen flussaufwärts am Hudson River liegt. Sie wurde im 19. Jahrhundert von Insassen erbaut (Eröffnung 1826, Fertigstellung 1828).
Für den Ursprung des Namens gibt es verschiedene Erklärungen: Einerseits soll der Name „Sing Sing“ von einem indianischen Begriff Sint Sinks ableiten, der angeblich „Stein auf Stein“ bedeutet, andererseits existierte östlich des Hudson River eine Konföderation von Indianerstämmen namens Wappinger, die sich wiederum in mehrere Gruppen bzw. Sachems unterteilte, und eine dieser Gruppen, die im heutigen New Yorker Westchester County lebte, trug den Namen Sintsink, aus deren Bezeichnung sich der Name der Haftanstalt ableitet.
Das Gefängnis beherbergt heute bis zu 2300 Gefangene und beschäftigt etwa 750 Gefängnisbedienstete. Zwischen 1891 und 1963 wurden in Sing Sing 614 Menschen durch den elektrischen Stuhl hingerichtet, darunter war auch Martha M. Place, die 1899 als erste Frau auf dem elektrischen Stuhl hingerichtet wurde. Die letzte Exekution in Sing Sing wurde 1963 an Eddie Mays vollzogen, der wegen Mordes zum Tod verurteilt worden war, 1965 wurde die Todesstrafe im Bundesstaat New York abgeschafft.
Sing Sing ist neben der 1963 geschlossenen Haftanstalt Alcatraz in der San Francisco Bay eine der bekanntesten Strafvollzugseinrichtungen in den USA.

## Gesellschaft und Kultur
- Sing Sing wurde vor allem durch Filme mit James Cagney in den 1930er Jahren international bekannt, weiters ist das Gefängnis auch zentraler Schauplatz von Michael Curtiz 1932 gedrehtem Film 20.000 Jahre in Sing Sing mit Spencer Tracy.
- 1972 wurde den Insassen mit dem Dokumentationsfilm/Konzertmitschnitt Sing Sing Thanksgiving ein kleines Denkmal gesetzt, in dem unter anderen Joan Baez und B. B. King auftraten.
- In dem Klassiker der Filmgeschichte Citizen Kane von Orson Welles aus dem Jahr 1941 schreit Charles F. Kane dem Gouverneur Jim Gettys wutentbrannt hinterher, dass er ihn nach Sing Sing bringen werde. Das Gefängnis wird nur in dieser Szene erwähnt und verdeutlicht, wie gefürchtet es war, jemandem mit Sing Sing zu drohen.
- In The Producers sitzen die Hauptfiguren am Ende in Sing Sing ein.
- In Frühstück bei Tiffany kommt Sing Sing vor: Die beiden Hauptpersonen besuchen in einer Szene einen Insassen.
- In Constantine wird ein elektrischer Stuhl aus dem Gefängnis Sing Sing benutzt.
- Der 2023 erschienene Film Sing Sing, in mehrere Figuren von ehemaligen Insassen gespielt werden, erzählt basierend auf wahren Gegebenheiten von einer Häftlingstheatergruppe in Sing Sing.

## Bekannte Insassen
Zu den bekannteren Personen, die in Sing Sing inhaftiert waren oder hingerichtet wurden, zählen:
| Häftling                   | Anmerkung |
| -------------------------- | --- |
| Albert Anastasia           | Mafioso der amerikanischen Cosa Nostra und Mitglied von Murder, Inc.                                                                                      |
| Frank Abbandando           | Mitglied von Murder, Inc., 1942 hingerichtet |
| George Appo                | Trickbetrüger, Taschendieb und Drogenhändler, später Kronzeuge gegen Korruption in der New Yorker Polizei                                                 |
| Louis Buchalter            | Mitglied von Murder, Inc., 1944 hingerichtet |
| Louis Capone               | Mitglied von Murder, Inc., 1944 hingerichtet |
| Monk Eastman               | Gründer der Eastman Gang |
| Albert Fish                | Serienmörder, Sexualstraftäter und Kannibale, 1936 hingerichtet                                                                                           |
| Martin Goldstein           | Mitglied von Murder, Inc., 1941 hingerichtet |
| Fritz Julius Kuhn          | Leiter der nationalsozialistischen Organisation „Amerikadeutscher Bund“                                                                                   |
| James „Big Jim“ Larkin     | irischer Gewerkschaftsführer, sozialistischer Aktivist und Gründungsmitglied der Irish Citizen Army sowie Mitbegründer der Kommunistischen Partei der USA |
| Harry Maione               | Mitglied von Murder, Inc., 1942 hingerichtet |
| Ethel und Julius Rosenberg | sowjetische Spione, 1953 hingerichtet |
| Tony Sirico                | saß u. a. wegen Raubüberfällen und Körperverletzung ein, wurde später Schauspieler, der des öfteren Mafia-Mitglieder spielte (u. a. in GoodFellas)        |
| Harry Strauss              | Mitglied von Murder, Inc., 1941 hingerichtet |
| Willie Sutton              | Bankräuber und Namensgeber des medizinischen Grundsatzes „Sutton’s law“, brach im Dezember 1932 aus                                                       |
| Richard Whitney            | Investmentbanker, Börsenhändler, Broker |
| Joe Valachi                | ehemaliges Mitglied und Pentito der amerikanischen Cosa Nostra                                                                                            |
| George C. Parker           | Betrüger und Fälscher, 1936 dort verstorben |
| Emanuel Weiss              | Mitglied von Murder, Inc., 1944 hingerichtet |
| Paul Geidel                | 1911 wegen Mordes verurteilt, war mit 68 Jahren und 296 Tagen einer der am längsten einsitzenden Strafgefangenen in der Geschichte der USA                |